# Kaitano Tembo
Kaitano Tembo (22 luglio 1970) è un dirigente sportivo, allenatore di calcio ed ex calciatore zimbabwese di ruolo difensore, dirigente del Sekhukhune United.

## Carriera

### Giocatore

#### Club
Ha giocato nel Dynamos fino al 1997. Nel 1998 si è trasferito in Sudafrica, al Seven Stars. Nel 1999 è stato acquistato dal SuperSport Utd, con cui ha concluso la propria carriera nel 2006.

#### Nazionale
Ha debuttato in Nazionale nel 1997. Ha partecipato, con la Nazionale, alla Coppa d'Africa 2004.

### Allenatore
Ha cominciato la propria carriera da allenatore come vice allenatore del SuperSport Utd. Ha affiancato, in qualità di vice allenatore, Gavin Hunt e Cavin Johnson. Il 4 agosto 2013 diventa allenatore delle giovanili del SuperSport Utd. Il 29 agosto 2014 diventa allenatore ad interim della squadra. Il successivo 3 settembre torna ad allenare le giovanili. Il 2 marzo 2018 viene nominato allenatore della prima squadra, in sostituzione di Eric Tinkler.

## Palmarès

### Giocatore

#### Club

##### Competizioni nazionali
- Coppa del Sudafrica: 1

SuperSport United: 2004-2005